# Ушаков, Пётр Алексеевич (футболист)
Пётр Алексе́евич Ушако́в (5 июня 1958, Москва, СССР) — советский футболист, защитник, полузащитник.

## Карьера
Воспитанник ФШМ Москва. За свою карьеру выступал в советских командах «Спартак» (Москва), «Красная Пресня» (Москва), «Подолье» (Хмельницкий), «Колос» (Никополь), «Таврия» (Симферополь), «Знамя Труда» (Орехово-Зуево), «Океан» (Находка) и финском клубе «Киффен» (Хельсинки). По завершении карьеры игрока был тренером «Подолья», а в 2002 году тренером СДЮШОР «Смена» (Москва).